# Zvonice v Halenkovicích
Zděná zvonice z roku 1755 stojí na návsi v obci Halenkovice v okrese Zlín. Je kulturní památkou České republiky.

## Popis
Zvonice byla postavena v roce 1755 a sloužila zároveň jako kaple do doby, než byl postaven v roce 1789 farní kostel svatého Josefa. V roce 2020 byla rekonstruována za finanční podpory Zlínského kraje a Ministerstva kultury.
Zvonice je samostatně stojící zděna budova postavena na čtvercovém půdorysu na nízké vystupující podezdívce se stanovou střechou. Hlavní vchod v šambráně s půlkruhovým záklenkem je umístěn v ose průčelí a vede do kaple, která má valenou klenbu. Boční vchod je umístěný asymetricky a vede do zvonice. K bočnímu vchodu vedou dva kamenné stupně, na jednom je vyrytá datace 1726. Kámen byl původně součástí nedaleké zaniklé studny. Nad hlavním vchodem je nápis:„LETA PANIE / ZA PVRGMIS / TRA IANA / IVRZENI: A / FOGT: ROZN / OWSKI 1755“ (Léta páně, za purkmistra Jana Juřeny a fořta Rožnovského 1755). V průčelích zvonového patra je v ose umístěno okno v šambráně a s půlkruhovým záklenkem. Nároží jsou zdobena lizénami a zvonici ukončuje hlavní profilovaná římsa.
Ve zvonici jsou zavěšeny dva zvony, Z roku 1861 pochází zvon svatý Tomáš, druhý zvon byl ulit v době druhé světové války. Do kostela svatého Josefa byl ze zvonice převezen malý zvon svatý Florián ulitý v roce 1622.